# Santa Cruz del Valle Urbión
Santa Cruz del Valle Urbión è un comune spagnolo di 98 abitanti situato nella comunità autonoma di Castiglia e León.